# Cociuba Mică, Bihor
Cociuba Mică este un sat în comuna Pietroasa din județul Bihor, Crișana, România.

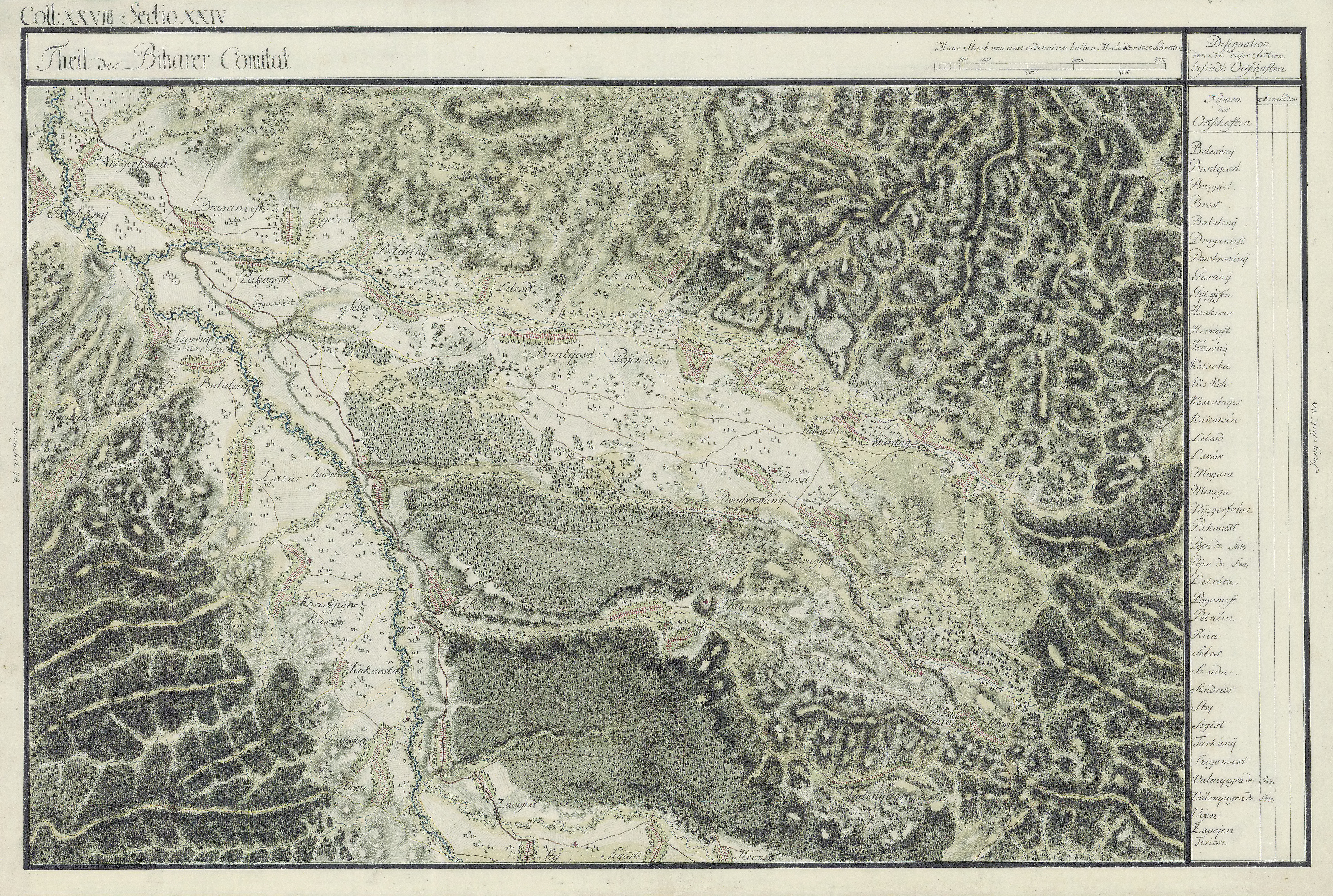
Cociuba Mică în Harta Iosefină a Comitatului Bihor, 1782-85